# Oostenrijkse presidentsverkiezingen 1971
De vijfde verkiezingen voor een bondspresident tijdens de Tweede Oostenrijkse Republiek vonden op 25 april 1971 plaats. Franz Jonas werd bij die gelegenheid herkozen als bondspresident. Hij was hiermee de tweede bondspresident in de geschiedenis van de Tweede Oostenrijkse Republiek die werd herkozen voor een tweede termijn.
Vervroegde presidentsverkiezingen in 1974 waren nodig omdat bondspresident Jonas in dat jaar overleed. Hiermee was hij niet alleen de tweede bondspresident die gekozen werd voor een tweede termijn, maar ook de tweede bondspresident die tijdens zijn tweede termijn overleed.

## Uitslag
| Kandidaat                   | Kandidaat                   | Partij                                  | Stemmen   | Percentage |
| --------------------------- | --------------------------- | --------------------------------------- | --------- | ---------- |
|                             | Franz Jonas                 | Sozialistische Partei Österreichs (SPÖ) | 2.478.239 | 52,8%      |
|                             | Kurt Waldheim               | Österreichische Volkspartei (ÖVP)       | 2.224.809 | 47,2%      |
| Ongeldige en blanco stemmen | Ongeldige en blanco stemmen |                                         | 75.658    | —          |
| Totaal (Opkomst 95,29%)     | Totaal (Opkomst 95,29%)     |                                         | 4.787.706 | 100%       |

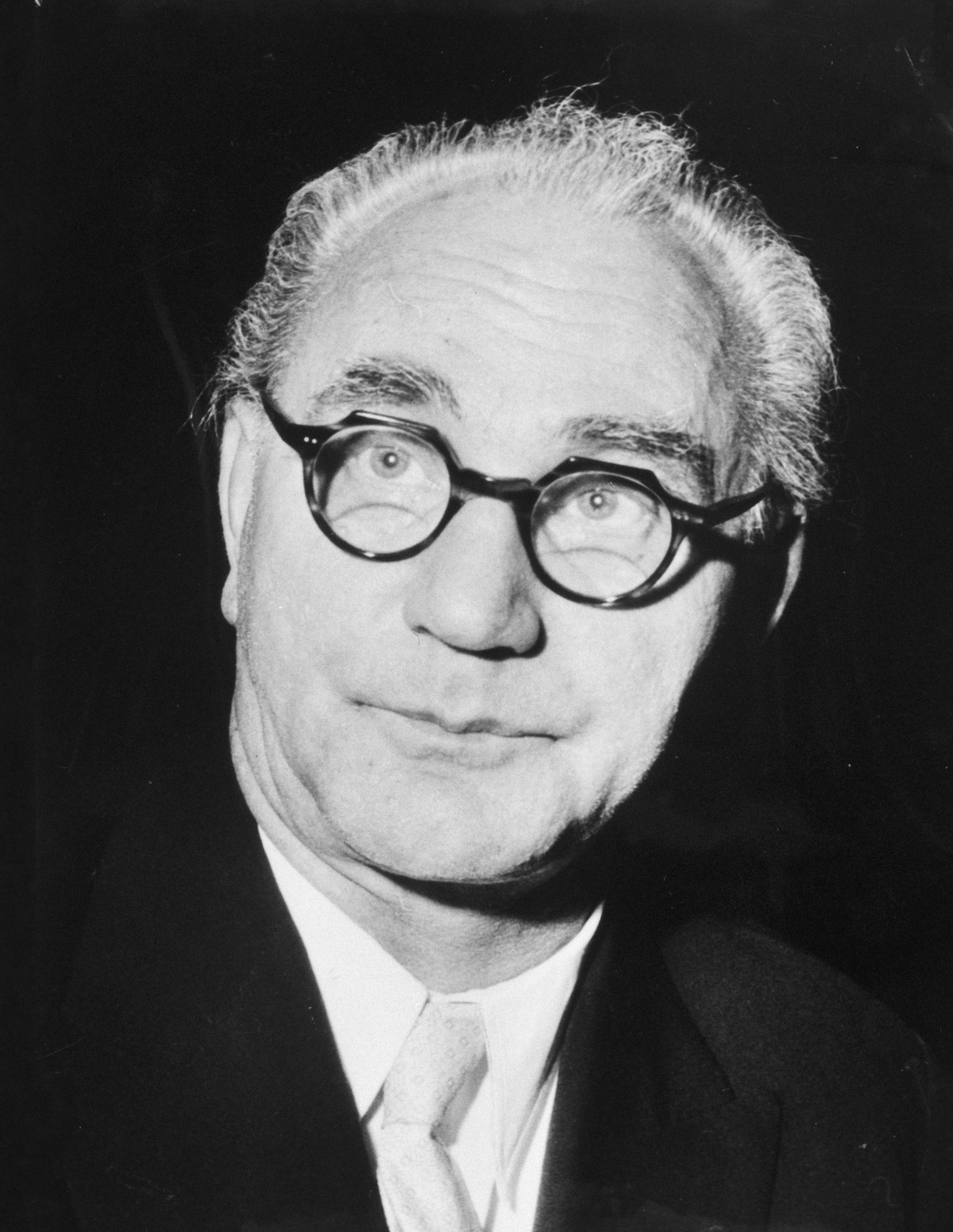
Franz Jonas
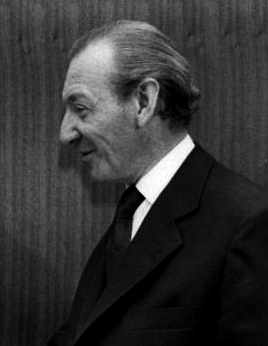
Kurt Waldheim